# Dolina Mułowa

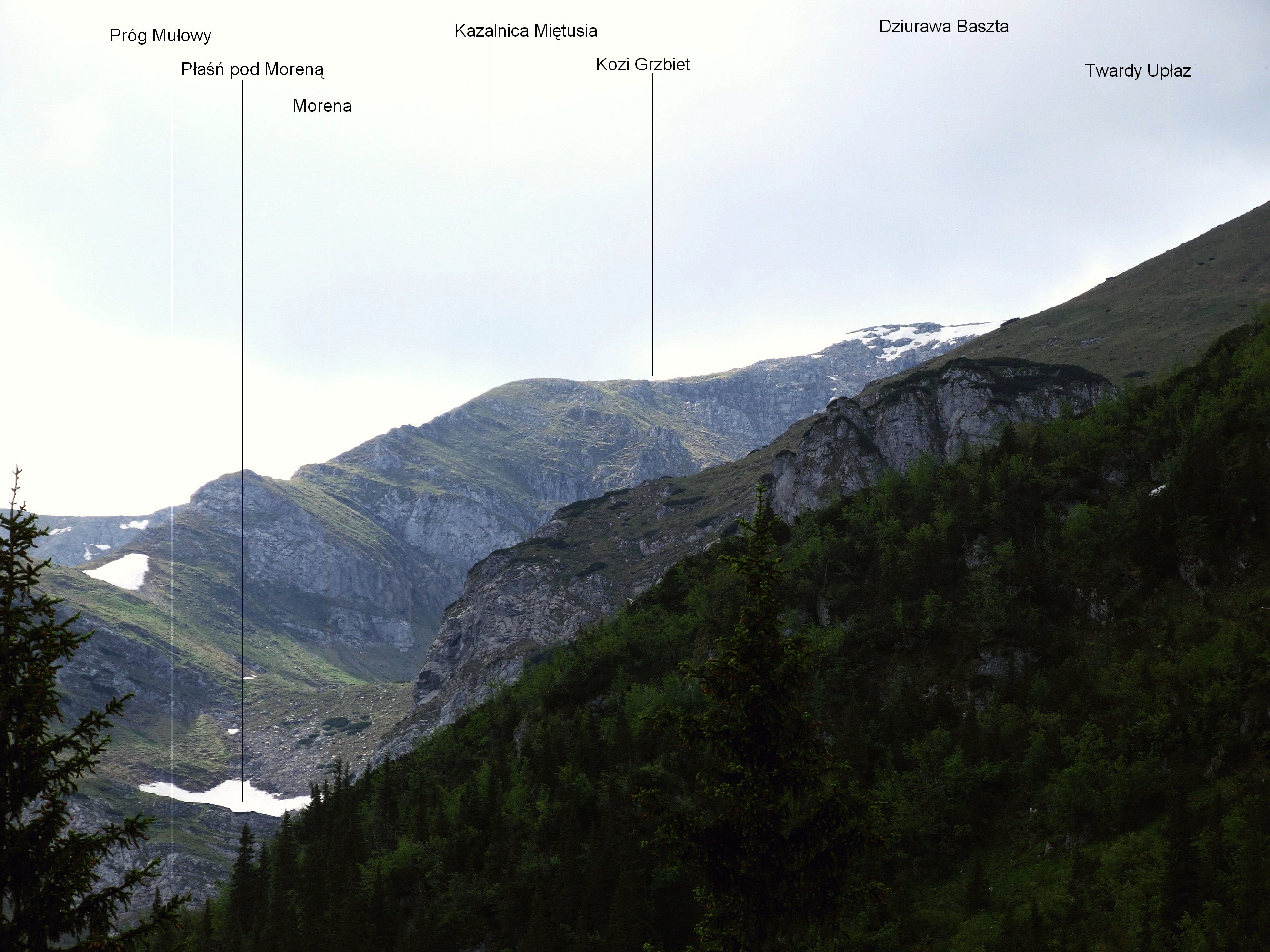
Widok z okolic Pieca

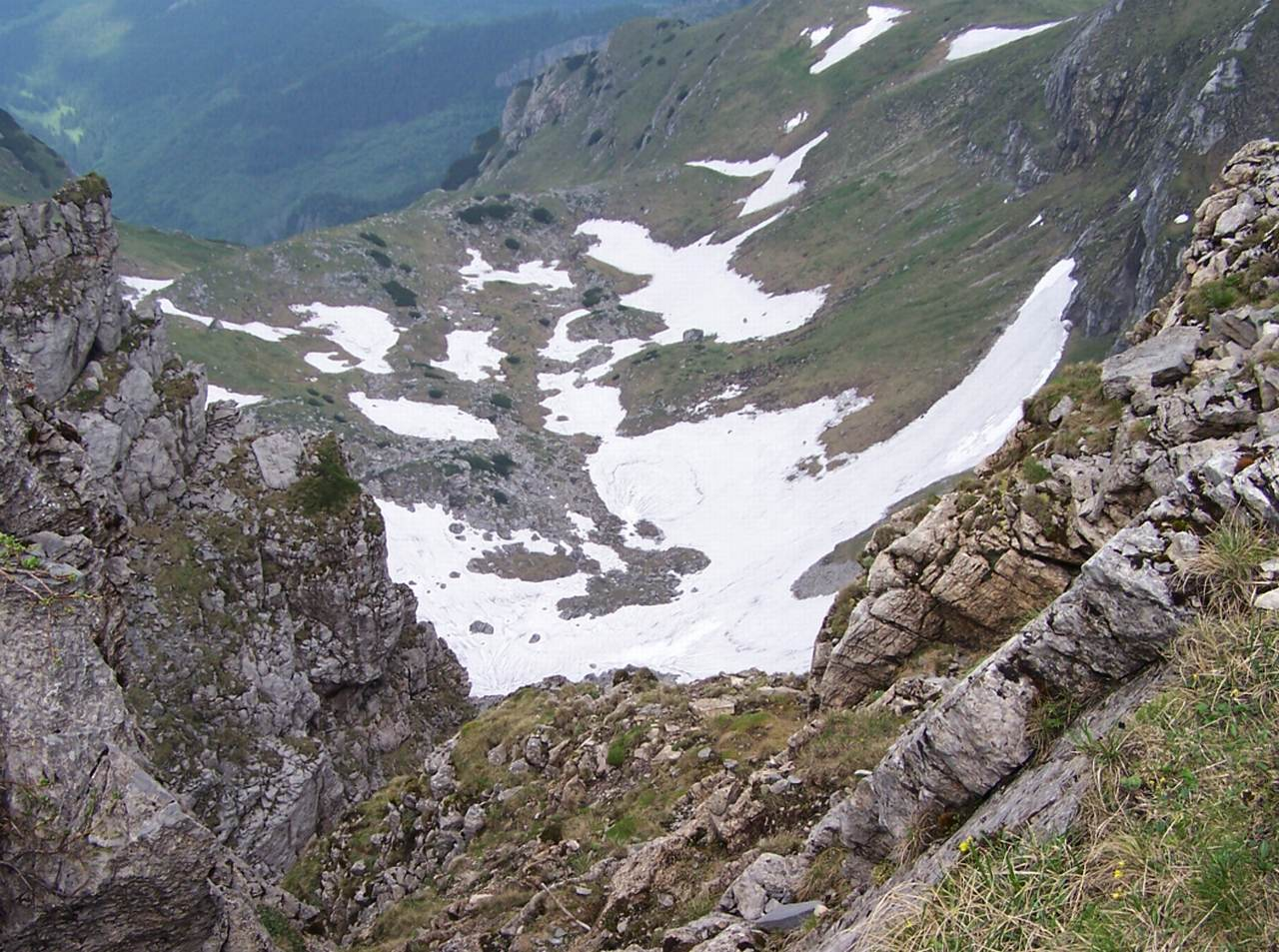
Widok z Mułowej Przełęczy na Kocioł Mułowy

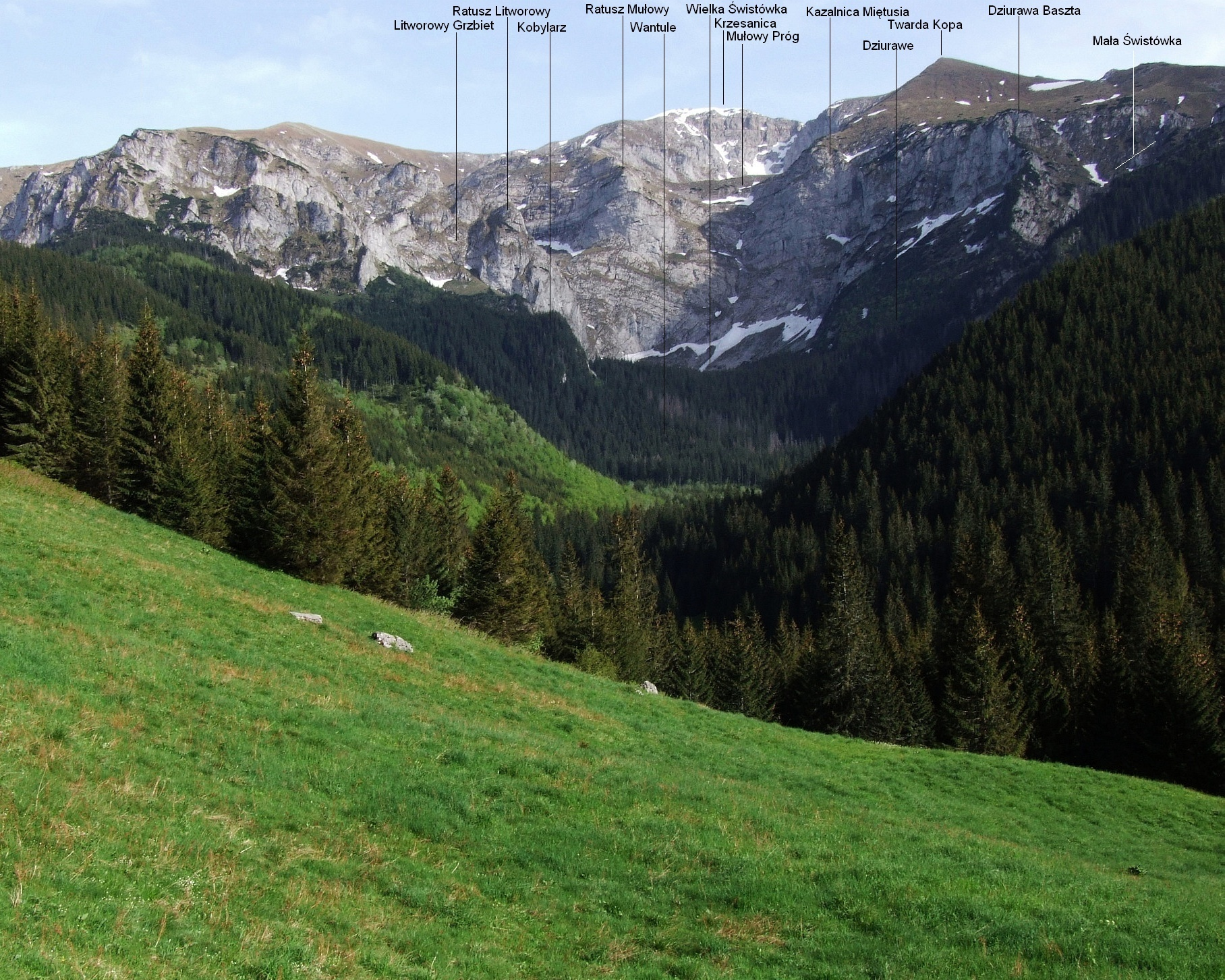
Widok z dolnej części Doliny Miętusiej

Dolina Mułowa – jedna z dwóch siostrzanych dolinek zawieszonych stanowiących górne piętro Doliny Miętusiej w Tatrach Zachodnich (druga to Dolina Litworowa). Powstała w wyniku działalności tektonicznej i lodowcowej, a wymodelowana została przez zjawiska krasowe i erozję.

## Topografia
Długość dolinki wynosi około 600 m, a szerokość około 300 m. Położona jest na wysokości około 1720–1900 m n.p.m. i otoczona ścianami i stokami o wysokości 100–200 m. Od wschodniej strony ograniczają ją Kozi Grzbiet, Machajówka i Ratusz Mułowy, od południowej ściany Krzesanica i Ciemniak, od zachodniej Twardy Grzbiet po Twardą Kopę i odchodząca od niej w północnym kierunku grzęda zakończona Kazalnicą Miętusią. Od południowej strony opada do Wielkiej Świstówki progiem o pionowych ścianach wysokości około 250 m. Jest to tzw. Mułowy Próg.
Można w niej wyodrębnić 3 części:
- Mułowy Kocioł – najwyższe piętro, położone pod ścianami Ciemniaka i Krzesanicy. Od niższych partii doliny oddziela go wał morenowy (Morena) o wysokości kilkunastu metrów (licząc od dna kotła).
- Płaśń pod Moreną. Jest to stok łagodnie opadający spod Moreny na północ. Obejmuje całą szerokość doliny i ma różnicę wysokości około 50 m.
- Próg Mułowy oddzielający Dolinę Mułową od Wielkiej Świstówki.

## Opis doliny
Dno dolinki znajduje się na wysokości ok. 1800 m n.p.m., jest płaskie, nie wypełnione wodą i zalegają na nim usypiska głazów i mułu morenowego (stąd nazwa dolinki). Odwiedzana jest bardzo rzadko. Kruche, zbudowane ze skał osadowych (wapienie i dolomity) ściany powyżej Kotła Mułowego nie zainteresowały taterników. Próg Mułowy ma trudności wspinaczkowe podobne, jak najsłynniejsze ściany wspinaczkowe Tatr Wysokich, jednak można go bez większych trudności obejść i dostać się do dolinki z boków, od strony wschodniej lub zachodniej. Najczęściej dolinę odwiedzają grotołazi, penetrujący jej jaskinie. Dawniej była wypasana, wchodziła w skład Hali Upłaz.

## Przyroda
Na płaskim dnie Doliny Mułowej występują wyleżyska i rosną ciekawe gatunki flory wysokogórskiej, wierzba zielna, urdzik karpacki i inne. Dolina Mułowa została dokładnie przebadana przez botaników. M.in. stwierdzono tutaj występowanie babki górskiej, mietlicy alpejskiej, ostrołódki polnej, rogownicy szerokolistnej, szaroty Hoppego, traganka wytrzymałego, turzycy czarnej, potrostka alpejskiego, skalnicy zwisłej i ukwapu karpackiego – bardzo rzadkich roślin, w Polsce występujących tylko w Tatrach i to w nielicznych tylko miejscach.
W dolinie, ścianach skalnych wokół niej oraz w progu skalnym pod nią znajduje się wiele jaskiń, m.in. Jaskinia Mała w Mułowej, Jaskinia Lodowa Mułowa, Jaskinia Lejbusiowa, Ptasia Studnia, Studzienka w Ciemniaku, Schron z Balkonem, Dziura w Krzesanicy I, Dziura w Krzesanicy II, Studnia w Progu Mułowym.